# Мінське маршрутне таксі

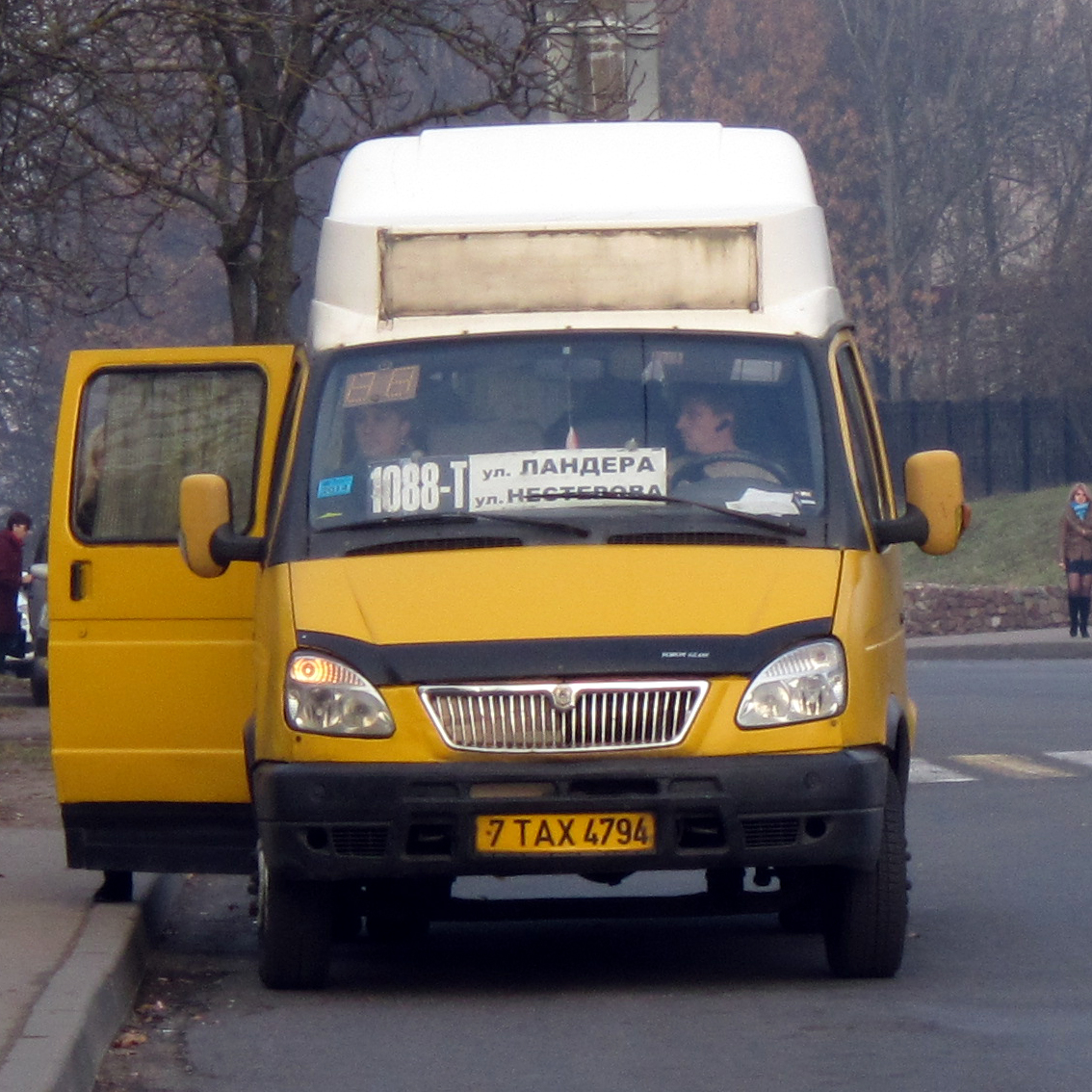
Маршрутне таксі ГАЗель в Мінську.

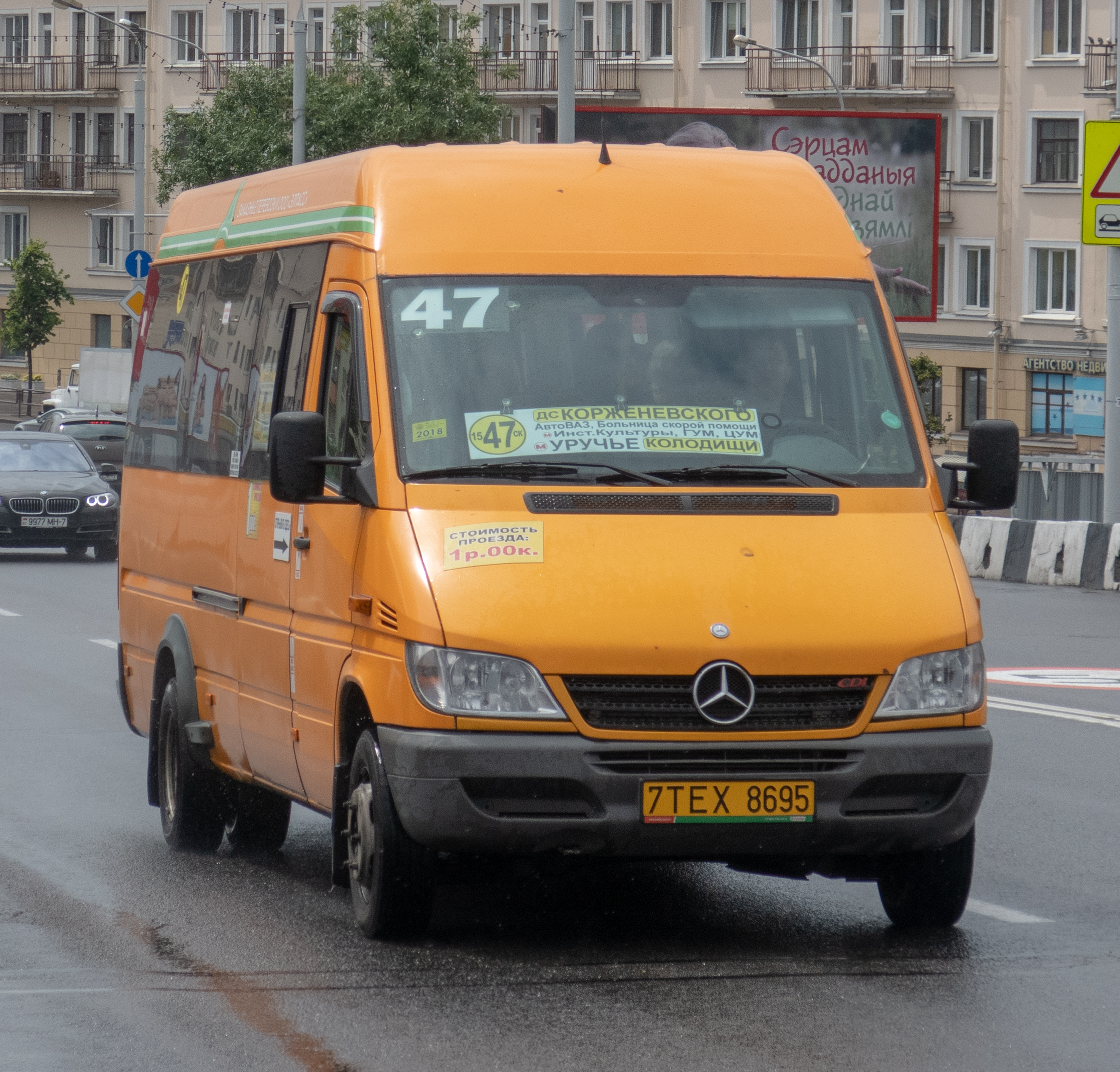
Маршрутне таксі Mercedes Sprinter на вулиці Московській.

Мінське маршрутне таксі (біл. Мінскае маршрутнае таксі) — вид громадського транспорту в Мінську. Маршрути та графік руху встановлюються централізовано, на лініях працюють приватні перевізники. Вартість проїзду варіюється в залежності від маршруту, але, як правило, перевищує ціну квитка на проїзд в наземному громадському транспорті та метрополітені.

## Історія
Маршрутне таксі з'явилося в Мінську в 1974 році. Воно було введено автокомбінатом таксомоторного транспорту з метою поліпшення перевезення пасажирів з центру міста в житлові райони. З моменту створення на маршрутах працювали вітчизняні мікроавтобуси РАФ-977ДМ. До 1979 році в місті налічувалося 6 маршрутів. Всі вони курсували від бульвару Луначарського (нині бульвар Мулявіна) за такими маршрутами:
- № 1 вул. Жудро (до нинішнього автобусного і тролейбусного кільця м-н Масюковщина)
- № 2 м-н Курасовщина-1 (нинішня пл. Казинця)
- № 3 вул. Ландера
- № 4 м-н Сріблянка
- № 5 м-н Чижівка
- № 6 м-н Курасовщина-3

До початку 1980-х років мікроавтобуси РАФ-977ДМ замінюються на нову модель РАФ-2203. Збільшується кількість маршрутів. Так станом на 1985 рік мінське маршрутне таксі має вже 8 маршрутів, 7 з яких курсують від пл. Віри Хоружої (біля Комаровського ринку):
- № 2 пл. Казинця
- № 1 вул. Ландера
- № 4 м-н Чижівка
- № 5 вул. Одоєвського
- № 6 Північне кладовище
- № 7 вул. Сєрова
- № 8 м-н Захід-3
- № 9 вул. Чкалова (Аеропорт «Мінськ-1») — Аеропорт «Мінськ-2»

На початку 1990-х років маршрутне таксі в Мінську було ліквідовано. І відновило свою роботу у другій половині 1990-х років.
На лініях експлуатуються різні модифікації мікроавтобусів ГАЗель (дуже рідко), Mercedes Sprinter, Fiat (рідко), Ford (рідко), Peugeot, Volkswagen.